# Bistum Meru
Das Bistum Meru (lat.: Dioecesis Meruensis, engl.: Diocese of Meru) ist ein in Kenia gelegenes Bistum der römisch-katholischen Kirche mit Sitz in Meru. Es umfasst das Meru County.

## Geschichte
Papst Pius XI. gründete die Apostolische Präfektur Meru mit dem Breve Tanquam sublimi am 10. März 1926 aus Gebietsabtretungen des Apostolischen Vikariates Nyeri. Mit der Apostolischen Konstitution Progreditur continenter  wurde es am 7. Mai 1953 zum Bistum erhoben und dem Erzbistum Nairobi als Suffragandiözese unterstellt.
Am 21. Mai 1990 wurde es Teil der Kirchenprovinz des Erzbistums Nyeri.
Teile seines Territoriums verlor es zugunsten der Errichtung folgender Bistümer:
- 20. Februar 1956 an die Apostolische Präfektur Kitui;
- 9. Dezember 1976 an die Apostolische Präfektur Garissa;
- 9. Juni 1986 an das Bistum Embu;
- 15. Dezember 1995 an das Apostolische Vikariat Isiolo.

## Ordinarien

### Apostolische Präfekten von Meru
- Giuseppe Balbo IMC (1926–1930)
- José Nepote-Fus IMC (16. September 1936 – 7. August 1948, dann Apostolischer Administrator von Rio Branco)

### Bischöfe von Meru
- Lorenzo Bessone IMC (3. März 1954 – 7. April 1976)
- Silas Silvius Njiru (9. Dezember 1976 – 18. März 2004)
- Salesius Mugambi (seit 18. März 2004)

## Statistik
| Jahr | Bevölkerung | Bevölkerung | Bevölkerung | Priester     | Priester         | Priester       | Priester               | Ständige Diakone | Ordensleute  | Ordensleute      | Pfarreien |
| Jahr | Katholiken  | Einwohner   | %           | Gesamtanzahl | Diözesanpriester | Ordenspriester | Katholiken je Priester | Ständige Diakone | Ordensbrüder | Ordensschwestern | Pfarreien |
| ---- | ----------- | ----------- | ----------- | ------------ | ---------------- | -------------- | ---------------------- | ---------------- | ------------ | ---------------- | --------- |
| 1949 | 11.873      | 308.000     | 3,9         | 22           |                  | 22             | 539                    |                  | 29           | 37               | 9         |
| 1970 | 142.300     | 1.043.600   | 13,6        | 64           | 20               | 44             | 2.223                  |                  | 57           | 121              | 26        |
| 1980 | 262.705     | 1.118.000   | 23,5        | 57           | 21               | 36             | 4.608                  |                  | 54           | 131              | 29        |
| 1990 | 466.285     | 1.398.856   | 33,3        | 64           | 26               | 38             | 7.285                  |                  | 56           | 153              | 30        |
| 2000 | 689.777     | 2.623.725   | 26,3        | 117          | 69               | 48             | 5.895                  |                  | 66           | 272              | 34        |
| 2004 | 737.821     | 2.152.535   | 34,3        | 138          | 93               | 45             | 5.346                  |                  | 69           | 283              | 40        |
| 2021 | 1.036.855   | 3.336.685   | 31,1        | 187          | 143              | 44             | 5.544                  |                  | 71           | 369              | 80        |